# Козулин, Николай Александрович
Николай Александрович Козулин (10 октября 1889 года — 10 марта 1965 года, Ленинград) — советский учёный в области лакокрасочных материалов, организатор и первый заведующий кафедрой «Оборудование заводов химической промышленности» (сейчас «Оптимизации химической и биотехнологической аппаратуры») Ленинградского технологического института им. Ленсовета.

## Биография
Первое образование получил в одном из военных высших учебных заведений Российской Империи как военный инженер фортификационных сооружений. В 1913 г. — поручик сапёрной батареи. Окончил Военно-инженерную академию (1918).
Во время Гражданской войны — инженер по фортификационным сооружениям. С 1925 г. работал в лакокрасочной промышленности.
В годы Великой Отечественной войны и в послевоенное время — главный инженер, а затем директор ГИПИ-4 ЛКП (Государственный научно-исследовательский и проектный институт лакокрасочной промышленности с опытным заводом — головной институт лакокрасочной промышленности СССР), а затем аналогичного института в Москве.
До 1941 и с 1948 г. преподавал в ЛТИ, в 1940 г. утверждён в учёном звании профессора по кафедре «Технология лаков и красок». Заведовал кафедрой «Машины и аппараты химических производств» с 1948 по 1965 год.
За подготовленную и защищённую им кандидатскую диссертацию «Гидродинамическая теория процесса обработки красочных паст на валковых машинах» Высшей аттестационной комиссией было рекомендовано присудить ему сразу степень доктора технических наук (1954).
Жизнь учёного была прервана трагически в 1965 году.

## Публикации
- Оборудование заводов лакокрасочной промышленности [Текст]: [Учеб. пособие для хим.-технол. специальностей вузов] / Н. А. Козулин, И. А. Горловский. — Ленинград: Госхимиздат. [Ленингр. отд-ние], 1959. — 478 с., 1 л. черт.: ил.; 23 см.
- Оборудование для производства и переработки пластических масс [Текст] / Н. А. Козулин, А. Я. Шапиро, Р. К. Гавурина; Под ред. проф. Н. А. Козулина. — Ленинград: Госхимиздат, 1963. — 783 с., 1 отд. л. черт.: ил.; 22 см.
- Оборудование для производства и переработки пластических масс [Текст] / Н. А. Козулин, А. Я. Шапиро, Р. К. Гавурина; Под ред. проф. Н. А. Козулина. — 2-е изд., стер., испр. — Ленинград: Химия. Ленингр. отд-ние, 1967. — 783 с., 1 л. черт.: ил.; 22 см.
- Оборудование заводов лакокрасочной промышленности: Допущено М-вом высш. и сред. спец. образования СССР в качестве учебного пособия для студ. вузов / Н. А. Козулин, И. А. Горловский. — Изд. 2-е, доп. и перераб. — Л.: Химия, 1968. — 584 с.
- Примеры и задачи по курсу оборудования заводов химической промышленности: Учебное пособие для технологических вузов / Н. А. Козулин, В. Н. Соколов, А. Я. Шапиро; под общ. ред. Н. А. Козулина. — М.; Л.: Машиностроение, 1966. — 492 с.
- Оборудование заводов лакокрасочной промышленности: [Учеб. пособие для вузов по спец. "Хим. технология высокомолекуляр. соединений"] / И. А. Горловский, Н. А. Козулин, Н. З. Евтюков. — 4-е изд., перераб. и доп. — СПб.: Химия: Санкт-Петербург. отд-ние, 1992. — 333 с.: ил.; 22 см.; ISBN 5-7245-0234-8